# Wilszane
Wilszane (ukr. Вільшане) – wieś na Ukrainie, w obwodzie czernihowskim, w rejonie koriukowskim, w hromadzie Sosnycia. W 2024 liczyła 454 mieszkańców, spośród których 452 wskazało jako ojczysty język ukraiński, a 2 rosyjski.